# Уэдраого, Жерар Канго
Жерар Канго Уэдраого (фр. Gérard Kango Ouédraogo; 19 сентября 1925, Уахигуя, Французская Верхняя Вольта — 1 июля 2014) — государственный и политический деятель Верхней Вольты (ныне Буркина-Фасо), дипломат, премьер-министр страны в 1971—1974 годах. Председатель Национальной ассамблеи Буркина-Фасо с октября 1978 — по 25 ноября 1980.

## Биография
Родился в городе Вахигуя, Буркина-Фасо. Он работал в Национальном собрании Франции с 1956 по 1959 год. Ещё в колониальный период основал партию «Вольтийское объединённое движение (MRV)'»; избирался депутатом от Верхней Вольты в послевоенный французский парламент. В 1960—1966 годах, после провозглашения независимости страны — посол Верхней Вольты в Великобритании. В годы правления президента Сангуле Ламизаны занимал пост премьер-министра (1971—1974), однако в 1974 году был смещён Ламизаной, объединившим в своих руках посты президента и премьер-министра. В 1978—1980 годах Уэдраого — председатель Национальной ассамблеи Буркина-Фасо.
С мая 1998 года Ж. К. Уэдраого — почётный президент буркинийской партии Альянс за демократию — Федеративно-африканское демократическое движение (ADF/RDA).
Умер 1 июля 2014 года в Уагадугу, Буркина-Фасо, в возрасте 88 лет.